# Margulis-Ruelle-Ungleichung
In der mathematischen Theorie dynamischer Systeme besagt die Margulis-Ruelle-Ungleichung, dass die Entropie eines dynamischen Systems nach oben durch die Summe seiner positiven Lyapunov-Exponenten abgeschätzt werden kann.

## Mathematische Formulierung
Sei {\displaystyle f\colon M\to M} ein {\displaystyle C^{1+\alpha }}-Diffeomorphismus einer kompakten Mannigfaltigkeit mit einem invarianten Wahrscheinlichkeitsmaß {\displaystyle \nu }. Dann gilt für die Kolmogorow-Sinai-Entropie {\displaystyle h_{\nu }(f)} die Ungleichung
{\displaystyle h_{\nu }(f)\leq \int _{M}\sum _{\lambda _{i}(x)>0}\lambda _{i}(x)d\nu (x)},
wobei {\displaystyle \lambda _{1}(x),\ldots ,\lambda _{n}(x)} die Ljapunow-Exponenten im Punkt {\displaystyle x\in M} sind und aber auf der rechten Seite jeweils nur über die in {\displaystyle x} positiven Ljapunow-Exponenten summiert wird.
Für glatte invariante Wahrscheinlichkeitsmaße gilt die stärkere Entropieformel von Pesin:
{\displaystyle h_{\nu }(f)=\int _{M}\sum _{\lambda _{i}(x)>0}\lambda _{i}(x)d\nu (x)}.
Für nicht-glatte invariante Wahrscheinlichkeitsmaße kann jedoch eine strikte Ungleichung gelten. Dies ist beispielsweise der Fall, wenn die nichtwandernde Menge endlich und hyperbolisch ist. Präzise Bedingungen, wann in der Margulis-Ruelle-Ungleichung Gleichheit gilt, gibt der Satz von Ledrappier-Young.